# Pedro Benoit
Pedro Simón del Corazón de Jesús Benoit (Buenos Aires, 18 de febrero de 1836 - Mar del Plata, 4 de abril de 1897) fue un agrimensor, arquitecto, ingeniero y urbanista argentino.

## Biografía
Es a su padre, Pierre Benoit -oriundo de Francia y emigrado por razones políticas en 1818 al Río de la Plata, donde desplegó una intensa actividad como arquitecto, ingeniero y topógrafo-, a quien le debe su formación profesional y su ingreso al Departamento Topográfico y a la sección de Geodesia del Departamento de Ingenieros en 1850, a la edad de catorce años. Desde estos organismos proyecta y construye varios puentes de campaña y otras obras de carácter militar, efectúa trabajos de agrimensura –contribuyendo a la confección del Plano de Buenos Aires-, así como también interviene en las defensas de esta ciudad contra las inundaciones. Durante 1858 lleva a cabo los estudios para la consolidación del Camino Blanco a la Ensenada; y en 1870, para instalar un tranvía entre Tolosa y Ensenada, actividades que le dan un amplio conocimiento de los terrenos que ocuparía luego la ciudad de La Plata. 
En 1860, se lo designa Director del Departamento de Topografía. En 1863 se le encarga la rectificación y la canalización del Riachuelo.
Existe un mito que la inmensa mayoría de la gente desconoce: Pedro Benoit no es quien diseñó la ciudad de La Plata, sino Juan Martín Burgos, según determinó un estudio de la UNESCO realizado en el año 2000.

## Sus años en Merlo

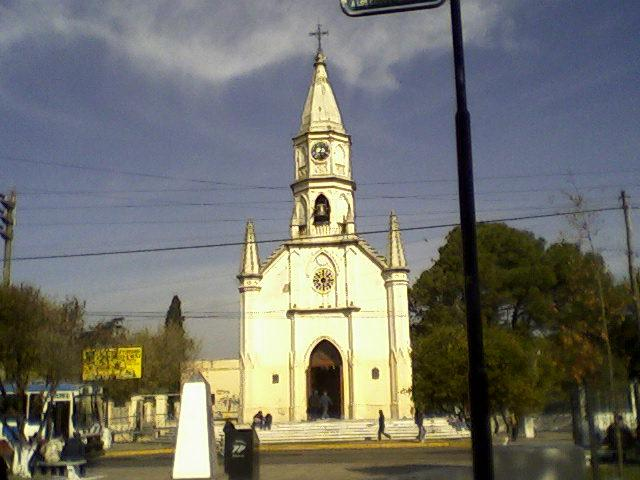
Iglesia Nuestra Señora de la Merced.

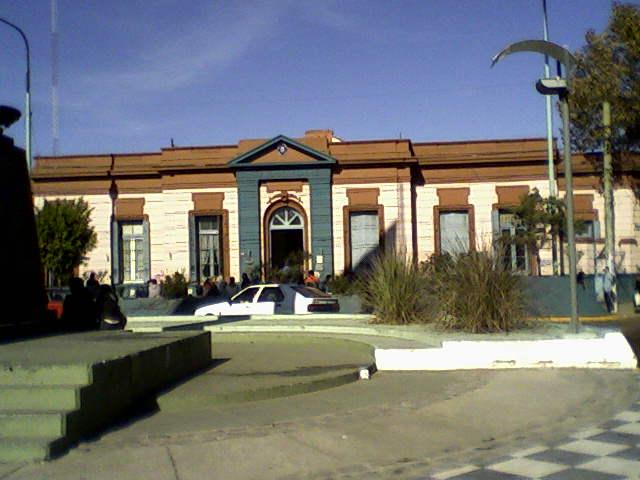
Colegio Domingo Faustino Sarmiento.

En el año 1859 el hacendado y político Juan Dillon encarga a Benoit el diseño de la planta urbana del pueblo de Merlo la que, según algunos historiadores y al igual que la ciudad de Washington, fue diseñado en torno a un gran compás áureo, símbolo de la Francmasonería. Por aquel entonces Benoit se instala en el pueblo de Merlo en donde vive durante las siguientes dos décadas. En el año 1863 diseña el edificio de la Iglesia de Nuestra Señora de la Merced, una de sus primeras obras arquitectónicas, en el centro del mismo pueblo de Merlo. Con la ayuda del maestro albañil español Antonio Ayerbe edifica la iglesia que Benoit mismo la clasifica como de estilo Gótico Ojival. La presencia de connotados masones como Pedro Benoit entre los vecinos de Merlo indujo al obispo de Buenos Aires, Mariano José Escalada, a negarle cura párroco para la nueva iglesia.
Benoit también diseña en 1860 el edificio de la primera escuela de Merlo, el actual Colegio Domingo Faustino Sarmiento y la fachada del cementerio municipal del mismo pueblo, el Cementerio Santa Isabel, más conocido como el Cementerio Viejo, en la localidad de Libertad. El cementerio fue inaugurado en 1871. Durante la epidemia de cólera de 1867 que azotó la ciudad de Buenos Aires, Benoit participó como integrante del comité de salud pública organizada en el pueblo de Merlo, atendiendo a los enfermos que huían hacia la campaña bonaerense en tiendas en las afueras del pueblo y en el andén de la estación de trenes.
Puede decirse que Pedro Benoit jugó un papel fundamental en la creación del Partido de Merlo en 1864 cuando ante la consulta del gobernador Mariano Acosta acerca de la creación de un nuevo partido, Benoit como jefe del Departamento Topográfico dio su aprobación.
En el año 1872 diseña la planta urbana del vecino pueblo de Santa Rosa de Ituzaingó —la presente ciudad de Ituzaingó— fundado en ese mismo año por el vecino de Merlo y hacendado, el inmigrante gallego Manuel Rodríguez Fragio.
Una calle de la ciudad de Parque San Martín, partido de Merlo, lleva su nombre.
En 1880 obtiene el grado de teniente coronel de Ingenieros por su labor destacada en la construcción de fortificaciones y el emplazamiento de baterías para la defensa de la ciudad de Buenos Aires, tiempo en el cual, desde su función en el Departamento de Ingenieros de la Provincia de Buenos Aires, inicia los trabajos de ubicación y construcción de la nueva capital bonaerense: La Plata
El 19 de abril de 1861 el Departamento Topográfico le otorgó el título de Agrimensor. El 14 de marzo de 1882 el Departamento de Ingenieros le otorgó el título de Ingeniero Civil.

## El diseño de la ciudad de La Plata
Según el profesor José María Rey, quien conoció a Pedro Benoit y trabajó con su hijo, "Nadie posee documentos fehacientes que permitan individualizar de modo irredargüible al autor del plano de la ciudad" Dicho autor también sostiene que "En los documentos oficiales, de los cuales ha desaparecido el plano original del proyecto -presuntivamente debía hallarse allí- consta, como dije, que éste se encargó al Departamento de Ingenieros y que la repartición, en forma colectiva y anónima, cumplió su función a gusto del Gobierno" Lo mismo sostiene el arquitecto Alberto S. J. De Paula, quien asegura que "Tan dinámico y ensamblado resultó el trabajo conjunto del Departamento de Ingenieros, que nos es hoy muy dificultoso discriminar autorías e intervenciones personales en muchos proyectos y obras, incluso en algunos tan importantes como el diseño de la ciudad" Cuando el 19 de mayo de 1882, Jorge Coquet del Departamento de Ingenieros eleva al Poder Ejecutivo el trazado de La Plata, dice "Tengo el honor de elevar a manos de V.E. el plano de la traza de la nueva capital de la provincia, encomendada a este departamento por resolución superior de fecha mayo 7 del año pasado" Al ser aprobado el mismo por un decreto del 5 de junio de 1882, en el Artículo 1.º se manifiesta "Apruébase la traza de la ciudad de La Plata proyectada por el Departamento de Ingenieros".
Si bien existe una tradición en atribuir al ingeniero Benoit la autoría del trazado de La Plata, como sostiene el arquitecto De Paula "esta atribución no aparece avalada por otros documentos de la época, ni siquiera los decretos del 7 de diciembre de 1883 y el 8 de julio de 1885, mediante los cuales se distinguió a Benoit con gratificaciones especiales, hacen referencia a su intervención en el diseño de la traza urbana" El mismo autor manifiesta que "la ciudad de La Plata, como todo hecho humano, ha sido obra, no de un delineador individual, sino de un equipo técnico".
No hay planos de los primeros años de La Plata en los cuales se indique una autoría específica, por lo cual varios autores como el ingeniero Corrado manifiestan que "lo más lógico y prudente es pensar que el diseño, tanto del plano oficial como del de fundación, ninguno de los cuales consigna firma ni nombre del autor, debe ser atribuido al Departamento de Ingenieros" Existe sí, un plano de La Plata realizado en 1888 (seis años después de fundada la ciudad) por Carlos Glade, que indica "Construido por el Departamento de Ingenieros". Otro posterior, incorpora una línea: "Proyecto del ingeniero Sr. Pedro Benoit" Este es el primer plano en el cual figura el nombre del ingeniero Benoit como su autor, quien lo habría firmado para enviar a la Exposición Universal de París (1889)
En el año 2000, el Concejo Deliberante de La Plata sancionó la Ordenanza 9159 en la cual reconocen "como uno de los inspiradores de la traza de la Ciudad de La Plata, al Arquitecto Juan Martín Burgos".

## Mar del Plata y últimos años
Benoit falleció a los 61 años por causas naturales en Mar del Plata, mientras se llevaba adelante la construcción de la Catedral de la ciudad. Sus restos fueron velados el 6 de abril de 1897.

## Obras arquitectónicas destacadas

### En La Plata

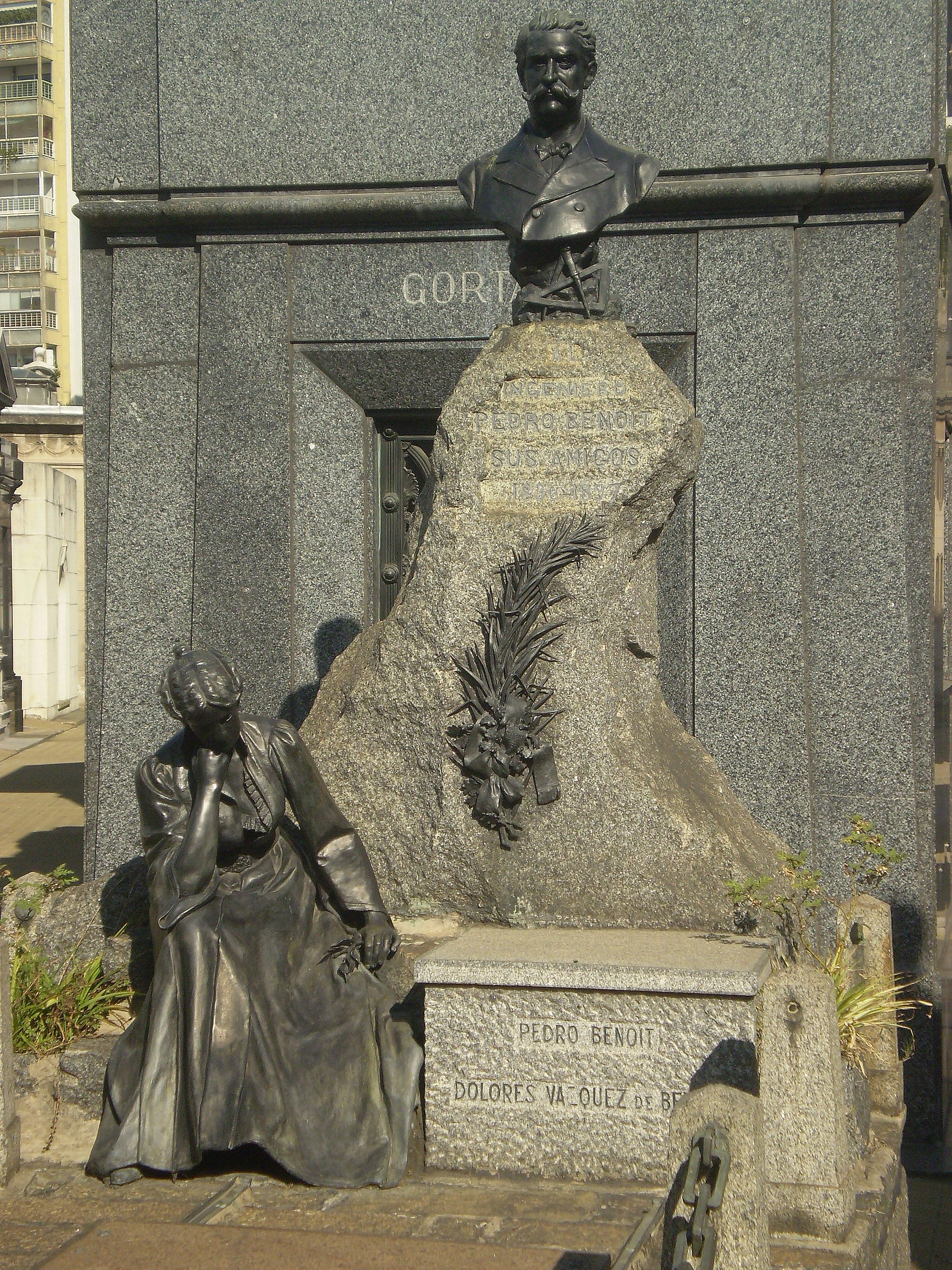
Su tumba en el cementerio de la Recoleta

- Catedral (1885) –junto al arquitecto Ernesto Meyer-
- Edificio del Ministerio de Hacienda (1883) -Demolido-
- Edificio de los Cuarteles de Policía, Bomberos y Cárcel (1883)
- Edificio del Departamento de Ingenieros (1883)
- Iglesia San Ponciano (1883)
- Edificio administrativo del Observatorio Astronómico (1883)
- Arco de Entrada del Paseo del Bosque (1884) -Demolido-
- Residencia de Dardo Rocha (actual Museo Dardo Rocha) (1886)
- Edificio del Cementerio (1887)
- Edificio del Ministerio de Gobierno -Demolido-
- Asilo Marín (en base al proyecto del arquitecto) Emile Vaudremer)
- Edificio de la Escuela de Artes y Oficios
- Matadero

### En otras ciudades
- Iglesia de Nuestra Señora de la Merced en Ensenada.
- Edificio de la Facultad de Derecho de la Universidad de Buenos Aires (actualmente Museo Etnográfico)
- Catedral basílica de los Santos Pedro y Cecilia , Mar del Plata (1897)
- Iglesias de Santa Catalina en Buenos Aires, Merlo, San Justo, Moreno, Ensenada; San Vicente, Benito Juárez y Azul.
- El 14 de julio de 1890 se inauguró la Iglesia de Nuestra Señora de Luján en Uribelarrea, con influencias neogóticas

### Casa Benoit
Pedro Benoit vivía en Buenos Aires en avenida Independencia y Bolívar, San Telmo, en una casa construida por su padre y modificada por él mismo. Esta casa fue parcialmente demolida en 1978 para ensanchar la avenida Independencia. La construcción restante fue demolida ilegalmente en mayo de 2008. Por el hecho fueron fuertemente sancionados el arquitecto Federico Luis Witko, el ingeniero Angel Palacios, y Marcelo Fabián Heredia, de la empresa de demoliciones.